# Ivica Dačić
Ivica Dačić (Prizren, 1. siječnja 1966.), srpski političar, bivši predsjednik Vlade Republike Srbije i aktualni ministar vanjskih poslova i prvi potpredsjednik Vlade Republike Srbije.

## Životopis
Osnovnu školu završio u Žitorađi, a gimnaziju u Nišu. Završio Fakultet političkih znanosti u Beogradu.
Bio je prvi predsjednik mladih socijalista Beograda 1990. godine i glasnogovornik Socijalističke partije Srbije (SPS) od 1992. do 2000. godine. Suradnik Slobodana Miloševića, kasnije optuženog za ratne zločine.
Bio je predsjednik Gradskog odbora SPS-a Beograda i potpredsjednik SPS-a od 2000. do 2003. godine.
Savezni poslanik u Vijeću građana Skupštine Savezne Republike Jugoslavije i Skupštine Državne zajednice Srbije i Crne Gore bio je od 1992. do 2004. godine.
Bio je ministar za informiranje u takozvanoj Prijelaznoj Vladi Republike Srbije od listopada 2000. godine do siječnja 2001. godine.
Za predsjednika SPS-a izabran je krajem 2006. godine.
Nakon izvanrednih parlamentarnih izbora u svibnju 2008. godine, izabran je za ministra unutarnjih poslova i zamjenika premijera u novoj Vladi Srbije koju vodi Mirko Cvetković (7. srpnja 2008.).
Nakon parlamentarnih izbora 2012., Dačić je dobio mandat za sastavljanje Vlade. Kao predsjednik Vlade, Dačić je preuzeo dužnost 27. srpnja 2012.
Poslije izvanrednih izbora 16. ožujka 2014. Dačić sa svojom koalicijom ponovno ulazi u Vladu Republike Srbije koja je formirana 27. travnja 2014. te postaje ministar vanjskih poslova i prvi potpredsjednik Vlade Republike Srbije.
Vršio je dužnost privremenog predsjednika Vlade Republike Srbije u periodima od 31. svibnja 2017. do 29. lipnja 2017. i od 20. ožujka 2024. do 2. svibnja 2024.